# Hans Vonmetz

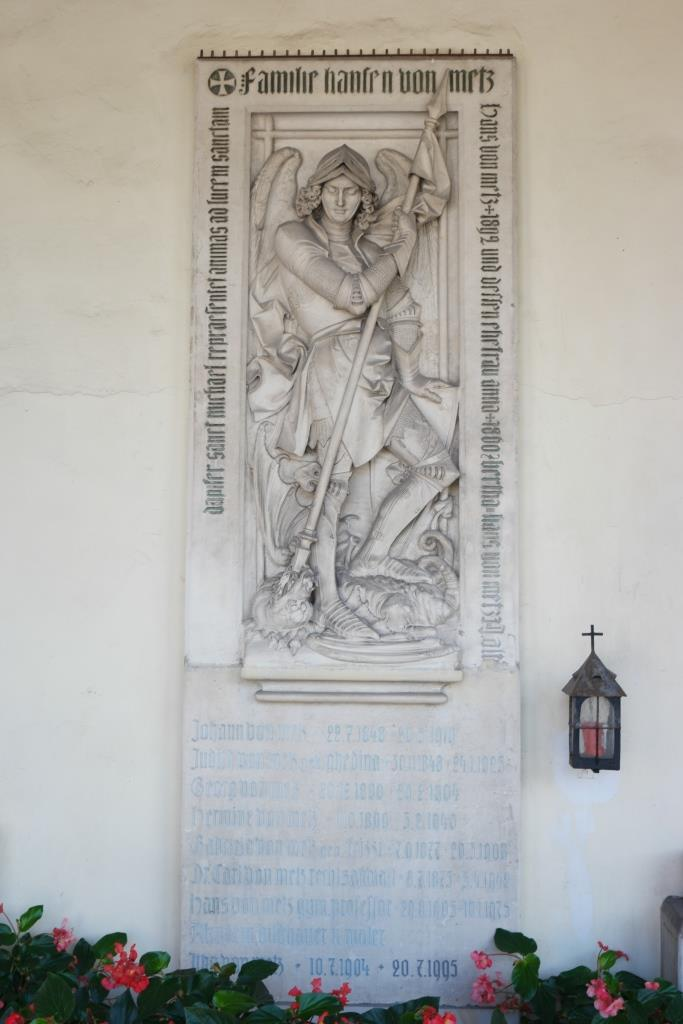
Grab von Hans Vonmetz auf dem Friedhof Innsbruck-Wilten (Relief des hl. Georg von Alois Winkler, 1908)

Hans Vonmetz (* 29. August 1905 in Trient; † 1975 in Innsbruck) war ein österreichischer Maler und Bildhauer.

## Leben
Hans Vonmetz stammte aus einer alten Familie in Welschtirol. Er studierte an der Akademie der bildenden Künste Wien bei Karl Sterrer. Er hat in Innsbruck als Zeichenlehrer an einem Gymnasium unterrichtet.
Hans Vonmetz ist bestattet auf dem Friedhof Wilten in Innsbruck.

## Werke

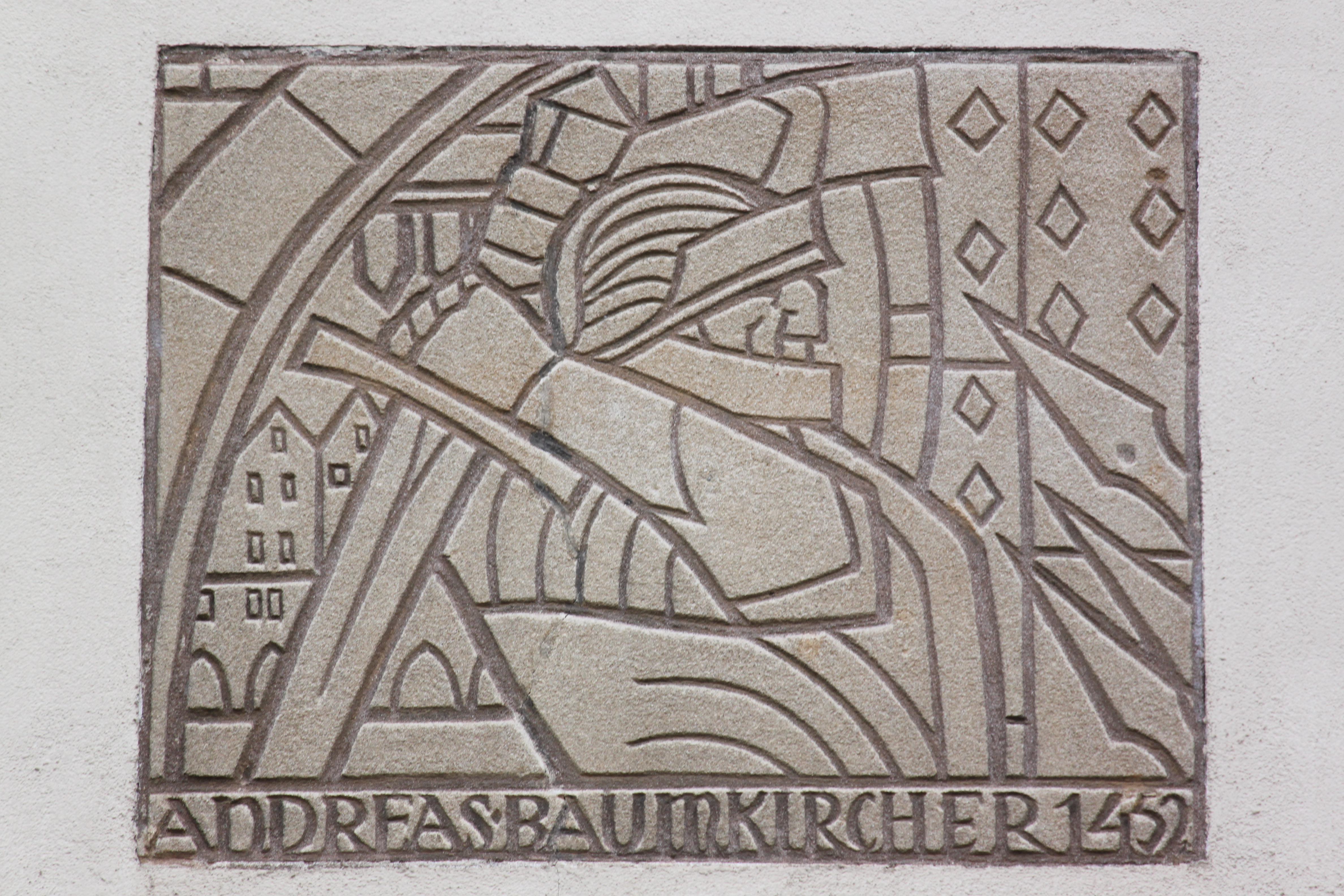
Sgraffito zu Andreas Baumkircher (1937)

- Seine Kunst als Bildschnitzer wird insbesondere in Zusammenhang mit Weihnachtskrippen erwähnt.
- 1937: Porträts als Sgraffitomalerei am Haus Hauptplatz 3, Wiener Neustadt
- Bilder in: Stefan Zvonarich: Čitanka. Textillustrationen von Franz Erntl und Hans Vonmetz, Österreichischer Bundesverlag, Wien 1950.
- Bilder in: Auguste Lechner: Die Nibelungen. Tyrolia-Verlag, Innsbruck 1951, 1973, ISBN 3-7022-1110-1.
- Bilder in: Auguste Lechner: Dolomitensagen. Tyrolia-Verlag, Innsbruck 1955, 1973, ISBN 3-7022-1131-4.

## Anerkennungen
- Hans-Vonmetz-Gasse in Wiener Neustadt